# Navidad En Alta Mar
Navidad En Alta Mar (auf Deutsch: „Weihnachten auf hoher See“) ist das 34. Extended-Play-Album des österreichischen Schlagersängers Freddy Quinn, das 1964 im Musiklabel Polydor (Nummer 50 934) in Spanien hergestellt und veröffentlicht wurde und Weihnachtslieder enthielt. Der Vertrieb geschah unter der Plattenfirma Fonogram, S.A. Der Vertrieb geschah unter der Rechtegesellschaft Gesellschaft für musikalische Aufführungs- und mechanische Vervielfältigungsrechte und der Rechteverwerterin Bureau International de l’Edition Mecanique.

## Lieder
Süßer die Glocken nie Klingen, Leise rieselt der Schnee und Es ist ein Ros entsprungen sind bekannte deutsche Weihnachtslieder, die Freddy Quinn erstmals 1963 veröffentlichte.
Weihnacht im Schnee stammt aus der Feder von Lotar Olias, Fritz Graßhoff und Walter Rothenburg. Dieses Lied wurde mit Weihnachten im Hafen auf der B-Seite 1963 als Single veröffentlicht.

## Titelliste
Das Album enthält folgende vier Titel:
- Seite 1

1. Nunca Sonaran Tan Dulces Las Campanas = Süßer die Glocken nie Klingen
2. Nieve Silenciosa = Leise rieselt der Schnee

- Seite 2

1. Ha Nacido Una Rosa = Es ist ein Ros’ entsprungen
2. Navidad En La Nieve = Weihnacht im Schnee